# 第54回全国高等学校野球選手権大会
第54回全国高等学校野球選手権大会（だい54かいぜんこくこうとうがっこうやきゅうせんしゅけんたいかい）は、1972年8月11日から8月23日までの11日間（休養日を除く）にわたり阪神甲子園球場で行われた全国高等学校野球選手権大会である。
沖縄返還後最初の大会であることを記念し、南九州代表の名護高校主将が選手宣誓を行った。

## 概要
この大会より片耳の打者ヘルメットの着用が義務化される。公式には雨天のため開会式しか実施されなかった8月11日が大会第0日目、翌日の8月12日が大会第1日目という扱いになっている。なお、開幕戦自体の延期は1960年（第42回）以来12年ぶりとなる（この時は開幕戦だけでなく、開会式も延期となった）。
大会後に韓国に初の選抜チームが派遣された。甲子園球場で開催の全国大会では選抜大会を含めても初となる同名校の対決が実現した（三重・海星と長崎・海星）。

## 代表校
| 地方大会 | 代表校     | 出場回数      |
| -------- | ---------- | ------------- |
| 北北海道 | 北見工     | 初出場        |
| 南北海道 | 苫小牧工   | 初出場        |
| 北奥羽   | 宮古水産   | 初出場        |
| 西奥羽   | 秋田市立   | 2年連続3回目  |
| 東北     | 東北       | 4年ぶり8回目  |
| 北関東   | 足利工     | 9年ぶり3回目  |
| 西関東   | 峡南       | 初出場        |
| 東関東   | 習志野     | 5年ぶり3回目  |
| 東京     | 日大桜丘   | 初出場        |
| 神奈川   | 東海大相模 | 2年ぶり3回目  |
| 長野     | 丸子実     | 7年ぶり2回目  |
| 北越     | 糸魚川商工 | 初出場        |
| 北陸     | 星稜       | 初出場        |
| 静岡     | 東海大工   | 初出場        |
| 愛知     | 中京       | 5年ぶり16回目 |

| 地方大会 | 代表校     | 出場回数      |
| -------- | ---------- | ------------- |
| 三岐     | 海星       | 7年ぶり2回目  |
| 京滋     | 膳所       | 初出場        |
| 紀和     | 天理       | 7年ぶり4回目  |
| 大阪     | 明星       | 3年ぶり8回目  |
| 兵庫     | 東洋大姫路 | 3年ぶり2回目  |
| 東中国   | 米子工     | 初出場        |
| 広島     | 広陵       | 2年連続14回目 |
| 西中国   | 柳井       | 14年ぶり6回目 |
| 北四国   | 高松一     | 21年ぶり3回目 |
| 南四国   | 高知商     | 2年ぶり9回目  |
| 福岡     | 東筑       | 19年ぶり2回目 |
| 西九州   | 海星       | 2年連続9回目  |
| 中九州   | 津久見     | 4年ぶり7回目  |
| 鹿児島   | 鹿児島商   | 3年ぶり9回目  |
| 南九州   | 名護       | 初出場        |

## 試合結果

### 1回戦
8月12日
- 東海大工 3 - 0 糸魚川商工
- 広陵 9 - 0 膳所
- 苫小牧工 5 - 0 宮古水産

8月13日
- 東洋大姫路 5 - 3 習志野
- 高松一 7x - 6 丸子実
- 柳井 3 - 0 峡南
- 秋田市立 3 - 0 米子工

8月14日
- 中京 3 - 0 東海大相模
- 津久見 3x - 2 鹿児島商
- 明星 5 - 0 東筑

8月15日
- 足利工 5 - 4 名護
- 海星（長崎）2 - 0 海星（三重）
- 星稜 8 - 3 北見工

8月16日
- 高知商 4 - 2 日大桜丘（延長11回）

### 2回戦
- 天理 6 - 4 東北
- 中京 4 - 0 足利工

8月17日
- 高松一 2 - 0 広陵
- 津久見 13 - 1 苫小牧工
- 高知商 3 - 1 東洋大姫路

8月18日
- 柳井 5 - 1 星稜
- 明星 6 - 1 海星（長崎）
- 東海大工 5 - 3 秋田市立

### 準々決勝
8月19日
- 津久見 1x - 0 明星
- 高知商 4 - 2 中京
- 天理 4 - 1 東海大工
- 柳井 4 - 3 高松一

### 準決勝
8月20日
- 津久見 5 - 3 天理

8月22日
- 柳井 7 - 2 高知商

### 決勝
8月23日
|        | 1 | 2 | 3 | 4 | 5 | 6 | 7 | 8 | 9 | R | H  | E |
| ------ | - | - | - | - | - | - | - | - | - | - | -- | - |
| 津久見 | 0 | 1 | 2 | 0 | 0 | 0 | 0 | 0 | 0 | 3 | 5  | 1 |
| 柳井   | 0 | 0 | 0 | 0 | 0 | 0 | 0 | 1 | 0 | 1 | 10 | 1 |

1. （津）：水江 - 足立
2. （柳）：杉本 - 稲田
3. 審判
［球審］郷司
［塁審］山川・三宅・高橋
4. 試合時間：2時間5分

| 津久見 | 津久見 | 津久見          |
| 打順   | 守備   | 選手            |
| ------ | ------ | --------------- |
| 1      | [遊]   | 坂東一彦（3年） |
| 2      | [二]   | 江藤慶春（3年） |
| 3      | [一]   | 中川信秀（3年） |
| 4      | [中]   | 吉近寿一（3年） |
| 5      | [左]   | 村越英之（3年） |
| 6      | [捕]   | 足立俊二（3年） |
| 7      | [右]   | 友正二（2年）   |
|        | 右     | 山本憲司（3年） |
| 8      | [三]   | 山内浩司（3年） |
| 9      | [投]   | 水江正臣（3年） |

| 柳井 | 柳井 | 柳井            |
| 打順 | 守備 | 選手            |
| ---- | ---- | --------------- |
| 1    | [中] | 北村隆（3年）   |
| 2    | [遊] | 岡本裕治（3年） |
| 3    | [左] | 岡村隆則（3年） |
| 4    | [投] | 杉本義勝（3年） |
| 5    | [三] | 塩田義昌（3年） |
| 6    | [捕] | 稲田勝治（3年） |
| 7    | [二] | 宇野博志（3年） |
| 8    | [一] | 角田譲治（3年） |
| 9    | [右] | 恵村則通（3年） |
|      | 打   | 横山隆（3年）   |
|      | 走   | 皆本薫（2年）   |
|      | 右   | 末川文昭（1年） |
|      | 打   | 久山文明（2年） |

## 大会本塁打
- 第1号：山川猛（東洋大姫路）
- 第2号：大城章幹（名護）
- 第3号：常田昭夫（日大桜丘）
- 第4号：中川信秀（津久見）
- 第5号：吉近寿一（津久見）
- 第6号：寺畑公男（東海大工）
- 第7号：岡村和彦（高知商）

## その他の主な出場選手
- 深沢恵雄（峡南）
- 掛布雅之（習志野）
- 仲根正広（日大桜丘）
- 石井昭男（東海大相模）
- 林裕幸（東海大相模）
- 黒坂幸夫（糸魚川商工）
- 谷内野隆（星稜）
- 金本誠吉（中京）